# Hamed Dahane
Hamed Dahane (in arabo حامد دحان‎?; 1946 – Sidi Kacem, 13 luglio 2020) è stato un calciatore marocchino, di ruolo centrocampista.

## Carriera
Partecipò con la nazionale del Marocco  al mondiale 1970 anche se non scese mai in campo, giocò inoltre per l'Union Sidi Kacem.